# 和義堂
和義堂，香港老牌三合會組織，和字頭派系的一支幫派，規模相對較小，以前主要勢力在西環尾一帶，主要經營小巴線為生，1976年的會員人數有五千多人, 1990年代約有三千多人，現時更只剩下少數人。

## 歷史
和義堂是由和字頭派系在1940年於堅尼地城組織一群當地商販而促成，主要是打理屠場和菜檔，但隨著西環屠房（牛房，現時的士美非路市政大廈）遷走，幫會已人數大減，舊時香港島一帶，主要勢力在西環及灣仔一帶，以經營各類不法業務，特別是小巴線為生。和義堂目前仍於中、上環及西環一帶之街市和菜檔，向各攤販徵收保護費。和義堂成員亦曾與14K、新義安成員經營中港兩地之龐大賣淫集團，2002年遭警方的火百合行動掃蕩，有成員被捕。

## 近況
2000年，事源西環修打蘭街乃西環至觀塘線之紅色小巴站頭，「和義堂」曾與「和合圖」協議在先，該線小巴不得越界接客，及後一名小巴司機被指犯禁，一天其開車時，於站頭一茶水檔被六名分持利刀及水喉鐵之大漢斬傷，身中五刀，當場倒地。西環至觀塘線亦一度暫停。
2002年，「和義堂」就曾與「新義安」爭奪銅鑼灣怡和街通宵小巴站站頭，兩派一直數度談判未成而充滿火藥味。直至一名小巴司機突被多名自稱「新義安」之人士圍毆，「和義堂」即派二十多人還擊，卻因巡警出現才散去。事隔數日，西環北街「和義堂」旗下之三部小巴惡意刑毀，遭人以水喉鐵敲碎玻璃。及後，「新義安」港島東區之話事人文龍被斬，一度疑傳是「和義堂」報復所為。兩幫一度互相仇視。
2006年，「和義堂」曾為壟斷西環來往旺角的過海紅色小巴線，向小巴司機勒索收取過萬元之入線費。

## 主要人物
- ［真白］：元老，約七、八十歲。
- ［文旗］：前坐館，2009年退位。
- 「玉泉」：前坐館。
- 「牛榮」：本名鄺錦榮，前任雙坐館之一，四二六金牌打手，[11][15]，傳聞其掌控西環來往旺角、荃灣、觀塘之三條小巴線[5][16]。2016年1月4日心臟病發死於家中。
- 「志偉」：前任雙坐館之一[5]。
- 「大口賢」陳國賢：元老，曾任懲教署監督，在黑白兩道皆有交情，並擁深厚人脈於元朗。2012年卒，其喪禮亦有新馬師曾遺孀洪金梅（祥嫂）及其女兒鄧小艾出席　[15]。
- 「斧頭牌」：元老 [11]。本名馬餘銓，「朱菲」之胞弟，2020年因病逝世。
- 「朱菲」：斧頭牌之胞兄，和義堂太上皇。
- 「Cammy仔」（或稱KMEY[13]）：四九仔，「牛榮」之得力助手，「雞頭」之兄，彭姓，活躍於灣仔一帶[11][14]。
- 「雞頭」：四九仔，「牛榮」之得力助手，「Cammy仔」之弟，彭姓，活躍於灣仔一帶[11][13][14]。
- 「肥秋」：陳姓，高峰期負責「管理」上環街市所有菜檔，更曾一度有機會競逐坐館之位。及後「過底」至「新義安」，負責灣仔數間娛樂場所之「睇場」工作。「肥秋」嚐愛流連夜店及軟性毒品，亦曾因恐嚇及勒索罪名而入獄，並有多次出入監獄紀錄。「肥秋」本身與家人於西環經營蔬菜批發。2002年，疑騙取一名電腦公司東主總值180萬元之股份，紛爭其間遭到對方發難，母親及兒子女友枉死[8][17][18]。
- 「細強」：被指涉及和義堂與福義興黑幫所組成的一條由筲箕灣往來深水埗、美孚的小巴線與新義安背景之「貨車輝」邱錦輝起爭執，後「貨車輝」身中八刀而死，「細強」被指指示殺人並以的士接載三名兇徒[19][20]。
- 「阿Mo」：華Dee頭馬，太上皇「朱菲」之徒孫[21]。